# В старых ритмах
«В старых ритмах» — советский музыкальный фильм-комедия, поставленный на киностудии «Ленфильм» в 1982 году режиссёром Михаилом Ершовым.

## Сюжет
1930-е годы, Ленинград. Молодой провинциал Никита Федотов, не поступив в консерваторию, в отчаянии бросается в Неву, но свидетель происшествия милиционер Кошкин вытаскивает его и приглашает поработать на уголовный розыск. Никита принимает предложение. Вскоре он получает возможность петь не только по телефону для милой соседки Зоси, но и выступать в качестве профессионального певца-гастролёра, а параллельно отслеживать работу международной шайки похитителей алмазов…

## В ролях
- Семён Морозов — Никита Федотов
- Анастасия Глёз — Зося Голубкова
- Николай Трофимов — начальник уголовного розыска Василий Кузьмич Штыков
- Золтан Локкер — Макс Ланкастер, иностранный певец-гастролёр
- Александр Захаров — Жан, импресарио Макса Ланкастера
- Сергей Филиппов — Сергей Геннадьевич, начальник милиции
- Михаил Щетинин — Пилипенко
- Алексей Кожевников — Кошкин
- Михаил Аптекман — музыкант Лёва (Лев Сергеевич)
- Татьяна Пилецкая — женщина-«вамп»

## В эпизодах
- Юрий Ароян — спутник женщины-«вамп»
- Владимир Винниченко — танцор
- Нина Винниченко — танцовщица
- Н. Горчакова — эпизод
- Лев Жуков — сотрудник уголовного розыска
- Б. Кущев — эпизод
- И. Лезгишвили — Айрапетян
- Александр Муромцев — эпизод
- Анатолий Подшивалов — преступник
- Л. Серякова — эпизод
- Б. Шаблинский — эпизод
- Герман Колушкин — сотрудник милиции (в титрах не указан)
- Альберт Печников — сотрудник милиции (в титрах не указан)
- Жанна Сухопольская — подруга Зоси (в титрах не указана)
- Георгий Тейх — профессор консерватории Савельев Модест Петрович (в титрах не указан)
- Валерий Козинец — конферансье (в титрах не указан)

## Съёмочная группа
- Авторы сценария — Дмитрий Иванов, Владимир Трифонов
- Режиссёр-постановщик — Михаил Ершов
- Оператор-постановщик — Николай Жилин
- Художник — Михаил Иванов
- Композитор — Олег Хромушин
- Звукооператор — Ирина Волкова
- Ленинградский эстрадно-симфонический оркестр Комитета телевидения и радиовещания
Дирижёр — Станислав Горковенко[1]
- Текст песен — Льва Куклина
- Режиссёры — Ю. Риверов, К. Самойлова
- Оператор — В. Марков
- Монтаж — Зинаида Шейнеман
- Художник-гримёр — А. Ершова
- Художник по костюмам — Татьяна Острогорская
- Художники-декораторы — А. Ксенофонтова, Е. Стырикович
- Вокальные партии — Анатолий Соловьяненко, Виталий Псарёв
- Балетмейстер — Кирилл Ласкари
- Режиссёрская группа — О. Ардашникова, К. Бучельников
- Ассистент оператора — Н. Корозин
- Административная группа — К. Байгильдин, К. Варшавский, В. Тарасова
- Главный консультант — генерал-майор милиции С. Лебедев
- Редакторы — Исаак Гликман, Михаил Кураев
- Директор картины — Андрей Лавров

## Интересные факты
- Вокзал на станции Дно, где происходят события, был построен только в 50-х годах.